# دیترویت-ویندزر
دیترویت-ویندزر (به انگلیسی: Detroit–Windsor) یک منطقهٔ مسکونی در ایالات متحده آمریکا است که در دیترویت واقع شده‌است. دیترویت-ویندزر ۱۸۲٫۸۸ متر بالاتر از سطح دریا واقع شده‌است.